# 309 (szám)
A 309 (római számmal: CCCIX) egy természetes szám, félprím, a 3 és a 103 szorzata.

## A szám a matematikában
A tízes számrendszerbeli 309-es a kettes számrendszerben 100110101, a nyolcas számrendszerben 465, a tizenhatos számrendszerben 135 alakban írható fel.
A 309 páratlan szám, összetett szám, azon belül félprím, kanonikus alakban a 31 · 1031 szorzattal, normálalakban a 3,09 · 102 szorzattal írható fel. Négy osztója van a természetes számok halmazán, ezek növekvő sorrendben: 1, 3, 103 és 309.
Középpontos ikozaéderszám.
A 309 négyzete 95 481, köbe 29 503 629, négyzetgyöke 17,5784, köbgyöke 6,76061, reciproka 0,0032362. A 309 egység sugarú kör kerülete 1941,50426 egység, területe 299 962,40816 területegység; a 309 egység sugarú gömb térfogata 123 584 512,2 térfogategység.